# Hadjina poliastis
Hadjina poliastis là một loài bướm đêm trong họ Noctuidae.